# Rio Preto da Eva
Rio Preto da Eva este un oraș în unitatea administrativă Amazonas (AM) din Brazilia.